# Südstern (métro de Berlin)
Südstern (« étoile du sud ») est une station souterraine de la ligne 7 du métro de Berlin en zone tarifaire A, située à Berlin-Kreuzberg.

## Situation
La station Südstern (« étoile du sud » comme l'autre nom de l'étoile Sigma Octantis) est située sur la place éponyme à Berlin-Kreuzberg au carrefour des rues Hasenheide, Gneisenaustraße, Bergmannstraße, Lilienthalstraße, Körtestraße, Fontanepromenade et Blücherstraße.
Sur la ligne 7 du métro de Berlin, Südstern est la 27e station au PK 20,2 à partir de Rathaus Spandau. Elle est la 14e station au PK 11,6 à partir de Rudow.
Elle se trouve entre la station Gneisenaustraße à 857 m. à l'ouest et la station Hermannplatz à 1166 m. à l'est à Berlin-Neukölln
La station est accessible via deux escaliers et un ascenseur, elle est donc accessible aux fauteuils roulants. Un distributeur de billets est disponible dans la station.

## Histoire
La station est mise en service le 14 décembre 1924 sous le nom de Hasenheide (littéralement la « lande des lièvres ») en référence au jardin public Hasenheide qui s'étend au sud-est de la station. Elle a été conçues sous la direction de l'architecte Alfred Grenander, comme la plupart des stations de métro berlinoises de cette époque. Elle est constituée d'un quai central de 13 m. de large et de 80 m. de long. Les murs sont constitués d'un dallage émaillé à froid, avec un code couleur rouge-beige pour la station ou la signalétique.
Pendant une quinzaine de mois, la station était le terminus est de la ligne, avant que la ligne ne soit prolongée le 11 avril 1926 jusqu'à Bergstraße (actuelle Karl-Marx-Straße). Le 3 juin 1933, la station est renommée en Kaiser-Friedrich-Platz (« place de l'empereur Frédéric ») avant d'être de nouveau renommée le 1er janvier 1939 en Gardepionierplatz (« place des pionniers »).
La même année commence la Seconde Guerre mondiale qui aura des conséquences sur la station. Un raid allié envoie deux bombes sur la station le 24 mai 1944 qui détruisent partiellement les voies. Une autre bombe aérienne mi-avril 1945 détruira une grande partie du quai. Les travaux de reconstruction commenceront après la capitulation de la Wehrmacht du 8 mai 1945. La première rame-navette circule le 11 juin 1945 entre Hermannplatz et Belle-Alliance-Straße (aujourd'hui Mehringdamm). Une circulation normale entre Seestraße (en) et Grenzallee sur ce qui était à l'époque la ligne nord-sud CI a pu reprendre le 5 décembre 1945. Deux ans plus tard, les noms des stations de métro berlinoises sont « démilitarisés » et la Gardepionierplatz devient Südstern.
En 1958, on aménagea les stations de la ligne nord-sud CI pour qu'elle puisse être empruntée par des rames plus longues. Le quai central de Südstern passe donc de 80 à 110 m de long. Les deux bouches situées aux deux extrémités du quai sont bouchées et deux accès par escalier sont aménagés au centre du quai. Un édicule est construit pour quelques boutiques ainsi que l'accès aux bouches de métro.
La station a un pic de fréquentation à l'occasion du carnaval des cultures qui a lieu depuis 1993 chaque année à la pentecôte.
Puisque certains pans du plafond menaçaient de s'effondrer, une rénovation globale de la station a commencé en 1997. Elle s'est terminée 12 ans plus tard, le 18 décembre 2009, quand un ascenseur a été mis en service.

## Intermodalité
Pas de correspondance possible à d'autres moyens de transports publics pendant la journée. La nuit en semaine, le bus nocturne N7 circule quand le métro s'arrête.

## À proximité
- Église de Südstern
- Basilique Saint-Jean de Berlin
- Nonciature apostolique de Berlin (Ambassade du Vatican en Allemagne)
- Jardin public Hasenheide
- Cimetières de la Bergmannstraße
- Klinikum am Urban, la seule clinique de Berlin-Kreuzberg